# Дезертир (роман)
«Дезерти́р» — историко-фантастический (с элементами стимпанка) роман Андрея Валентинова, посвящённый Великой французской революции. По состоянию на 1 октября 2010 года вышло 3 издания общим тиражом 23 100 экземпляров (без учёта дополнительных тиражей) и две аудиокниги в 2004 и 2010 году.

## Сюжет
Главный герой романа, не названный по имени, в самом начале романа погибает. Однако, незадолго до гибели он поклялся о чём-то, и эта клятва «не пустила его на Небо». Пришедшего в себя главного героя обнаруживают солдаты французской революционной армии. В кармане у него они находят документы на имя национального агента (сотрудника спецслужб Французской республики) Шалье. О своём прошлом герой не помнит ничего, кроме того, что он сражался в войсках роялистов. Тем не менее, он решает воспользоваться случаем и вместе с ротой республиканской армии отправляется в Париж, надеясь разузнать там, кто он и что за клятва не дает ему умереть.
Не желая вступать в контакт с представителями Комитета общественной безопасности в качестве национального агента Шалье, в Париже главный герой изготавливает себе подложные документы и селится в гостинице.
Руководство комитета общественной безопасности всё-таки выходит на «агента Шалье». Ему поручается выполнить небольшое задание. Поскольку выполнение этого задания в целом не нанесет ущерба интересам роялистского подполья (более того, в чём-то даже поможет), главный герой выполняет его. Также он знакомится с журналистом Шарлем Вильбоа, которого впоследствии спасает от смерти. Параллельно герой продолжает искать возможности выяснить своё прошлое.
Обстоятельства, при которых чуть не погиб Вильбоа, оказываются сходными с обстоятельствами «смерти» главного героя. Вместе они решают исследовать этот феномен. По просьбе Вильбоа его знакомый, Камилл Демулен, собирает информацию о всех случаях, когда гильотинированных граждан вроде бы видели после их смерти живыми. На тогдашнем полицейском жаргоне таких людей называли «дезертиры», поскольку они, будучи осужденными на смерть, сумели «слегка изменить маршрут». После проверки остается четыре случая, которыми герои решают заняться. В качестве рабочей принимается гипотеза, что «дезертиры» — потомки дэргов, сверхъестественных существ-оборотней, имеющих «две сущности» и потому отличающихся такой нестандартной реакцией на насильственную смерть.
Комитет общественной безопасности поручает «агенту Шалье» новое задание: выявить предателя в комитете общественного спасения, поставляющего информацию роялистам.
Расследуя случаи «дезертирства», главные герои находят закономерность: трое из четырёх «дезертиров» родом из Бретани. Один из этих четырёх, граф Эола, после своей «смерти» искал подземную часовню Святого Патрика. Посчитав это важным, главные герои, получив специальный допуск через еще одного знакомого Вильбоа, Жоржа Дантона, разыскивают эту часовню. Там они обнаруживают многочисленные трупы, очевидно принадлежащие «дезертирам», пришедшим сюда после своей первой смерти упокоиться окончательно.
Продолжая пытаться получить информацию о своём прошлом, главный герой однако волей-неволей выходит на роялистское подполье Парижа. Один из руководителей подполья, узнав от него, что Комитет общественной безопасности разыскивает шпиона в Комитете общественного спасения, разрабатывает план: сфабриковав улики, выдать Комитету общественной безопасности фальшивого шпиона, чтобы истинный мог продолжить снабжать подполье информацией. Обстоятельства осложняются тем, что имя истинного агента неизвестно даже руководству подполья: он предоставляет информацию по собственной инициативе, конспирируясь. Таким образом, перед главным героем встает задача всё-таки выполнить последнее поручение своего начальства — найти в Комитете общественного спасения настоящего шпиона, чтобы случайно не выдать его.
Выяснив, кто передает роялистам информацию, главный герой встречается с коммандором Поммеле, являющимся главой роялистского подполья Парижа. Он подтверждает намерение «сдать» комитету общественной безопасности Эро де Сешеля и отчитывается в финансовых вопросах подполья. Вскоре после этого герой наконец вспоминает, кто он — маркиз де Руаньяк, руководитель роялистского восстания на юге Франции.
После этого он также вспоминает, что за клятва не пустила его на Небо — перед отъездом он поклялся своей жене вернуться. Однако он выясняет, что ввиду невозможности для маркизы Руаньяк жизни в революционном Париже она оформила развод и уехала в США. Таким образом, будучи освобожденным от своей клятвы, главный герой чуть не умирает окончательно. Несколько дней он проводит в бреду, его посещают видения настоящего и будущего.

## Факты
- Все исторические события, на фоне которых происходит действие романа (в том числе, например, история Жеводанского Зверя) — подлинные. Однако многие научные открытия, например когерера, перенесены на десятки лет раньше.
- Высокопоставленный шпион в Комитете общественного спасения действительно существовал, его имя неизвестно по сей день. Эро-де-Сешель был обвинен в предательстве, но сумел оправдаться, что, впрочем, не спасло его от гильотины.
- Титул Президента США «Его Высочество Мощь и Сила, президент США и протектор их свобод», упомянутый в книге, действительно планировался для официального принятия, однако принят не был[2].

- Комиссар Сименон — отсылка к серии детективов писателя Жоржа Сименона.
- Рассказ Жоржа Дантона о том, как некий англичанин (то ли Кинг, то ли Стокер) ловил в катакомбах вампиров, а поймал Жана Байи — отсылка к авторам жанра литературы ужасов Стивену Кингу, Брэму Стокеру и Роберту Маккаммону.
- Сцена, начинающаяся со слов «Мы к вам, гражданин Люсон. И вот по какому делу…», равно как и имя одного из пришедших Шондер — отсылка к сходному эпизоду повести «Собачье сердце» М. А. Булгакова.
- «Мадам Вязальщица» — отсылка к роману Чарльза Диккенса «Повесть о двух городах».
- Драматург д’Иол — творческий привет автора романа своим друзьям и соавторам Дмитрию Громову и Олегу Ладыженскому (Генри Лайон Олди). Издательство «Второй клин» — аллюзия на творческую мастерскую Олди «Второй блин». Название пьесы «Моисей учиняет иск» — аллюзия на «Мессия очищает диск», «Два Геракла» — аллюзия на «Герой должен быть один». Сама внешность д’Иола — «усредненная» внешность Громова и Ладыженского («рыже-черные волосы, борода…»).
- В романе упоминаются герои другого произведения Валентинова — «Овернский клирик», и рассказывается об их дальнейшей судьбе.
- Один из наиболее запоминающихся персонажей романа — Огрызок — гражданин Тардье, который словно сошел со страниц «Отверженных» В.Гюго, даже его фамилия получилась путем сокращения настоящей фамилии Гавроша — Тенардье.
- Уже после выхода романа в свет стало известно о ряде совпадений сюжета с жизнью реально существовавшего человека: Шарль-Арман Таффин маркиз де ла Ройер в семидесятых годах XVIII века был военным советником в армии Джорджа Вашингтона, а позже, во время Французской революции, руководил роялистским восстанием у себя на родине. В качестве комментария Валентинов отметил: «Что бы еще выдумать?»[3].

## Рецензии
- ZEDDIKUS. Роман о долге («Свобода, Равенство, Братство — или Смерть»). — Дезертир. — М.: Эксмо, 2004. — С. 601-603. — (Триумвират). — ISBN 5-699-05692-0. (недоступная ссылка)
- Василий Владимирский. Превыше смерти. — Дезертир. — М.: Эксмо, 2004. — С. 603-605. — (Триумвират). — ISBN 5-699-05692-0.